# Катеринівка (Лихівська селищна громада)
Катери́нівка — село в Україні, у Кам'янському районі Дніпропетровської області.
Входить до складу Лихівської селищної громади. Населення — 59 мешканців.

## Географія
У селі бере початок річка Кам'яниста, ліва притока річки Омельника.
Село Катеринівка примикає до села Верхньокам'яниста, на відстані 1,5 км розташовані села Біленщина і Липове.

## Історія
Землі майбутнього села отримав 22 квітня 1773 року корнет Григорій Степанович Устимович. Йому була виділена земля під рангову дачу в урочищі при Кам'яній балці і вершині Тернової балки в кількості 1440 десятин на поселення 48-ми дворів. Майбутнє поселення отримало назву Катеринівка. Проте в документах село згадується як Кам'яниста, «земля Устимовича».
У 1789 році в селі проживало 96 чоловіків і 82 жінки.
у 1888 році село поділилося на декілька частин, але згодом об'єдналося в одне, але вже під назвою Катерино — Григорівка.
В радянські часи частина села, а саме: «Григорівка», була відкинута. І село отримало сучасну назву — Катеринівка.
У 1905 році було побудовано міст через балку Кам'янисту, за кошти Верхньодніпровського Повітового Земства. Міст був дерев'яний, низький, довжиною 7,50 саж., шириною 3 саж. 1 висотою 0,75 саж. До моста прилягав насип шириною 4 саж. і довжиною в обидні сторони по 15 саж.
у 1925 році в селі налічувалося 58 господарств, 15 криниць, 2 вітряних млина, 2 кузні, 1 школа. Селянам належало 698 десятин землі. Населення села складало 116 мешканців (55 чоловіків і 61 жінка).

## Населення
| Роки                        | Роки                        | Роки                        | Роки                        | Роки                        | Роки                        | Роки                        |
| 2009                        | 2010                        | 2011                        | 2012                        | 2013                        | 2014                        | 2015                        |
| Кількість домогосподарств   | Кількість домогосподарств   | Кількість домогосподарств   | Кількість домогосподарств   | Кількість домогосподарств   | Кількість домогосподарств   | Кількість домогосподарств   |
| 15                          | 15                          | 15                          | 14                          | 12                          | 12                          | 12                          |
| Кількість населення (чол.)  | Кількість населення (чол.)  | Кількість населення (чол.)  | Кількість населення (чол.)  | Кількість населення (чол.)  | Кількість населення (чол.)  | Кількість населення (чол.)  |
| 36                          | 37                          | 38                          | 37                          | 36                          | 36                          | 36                          |
| Кількість народжених (чол.) | Кількість народжених (чол.) | Кількість народжених (чол.) | Кількість народжених (чол.) | Кількість народжених (чол.) | Кількість народжених (чол.) | Кількість народжених (чол.) |
| 1                           | 1                           | –                           | –                           | –                           | –                           | –                           |
| Кількість померлих (чол.)   | Кількість померлих (чол.)   | Кількість померлих (чол.)   | Кількість померлих (чол.)   | Кількість померлих (чол.)   | Кількість померлих (чол.)   | Кількість померлих (чол.)   |
| –                           | 1                           | –                           | 1                           | –                           | –                           | –                           |
| --------------------------- | --------------------------- | --------------------------- | --------------------------- | --------------------------- | --------------------------- | --------------------------- |

### Мова
Розподіл населення за рідною мовою за даними перепису 2001 року:
| Мова       | Відсоток |
| ---------- | -------- |
| українська | 96,6 %   |
| російська  | 3,4 %    |

## Цікаве
У ніч на 30 вересня 1918 року в Верхньодніпровському повіті в маєток землевласника Михайла Устимовича з'явилися сім озброєних зловмисників і, обстрілявши будинок, і кинувши в нього бомбу, вибухом якої була перетворена на друзки в передній кімнаті всі меблі і поранений родич Устимовича С. Золотницький, проникли в будинок, де вбили іншого родича власника Павла Устимовича, 90 років, взяли 23 000 рублів грошей, різні речі і продовольчі продукти і самі зникли. Затримані вартою за підозрою в цьому пограбуванні і передані австро-угорському командуванню Г. Садиленко, Ф. Панченко та А. Краса були розстріляні.

## Інтернет-посилання
- Погода в селі Катеринівка [Архівовано 21 грудня 2011 у Wayback Machine.]

1. ↑  Рідні мови в об'єднаних територіальних громадах України — Український центр суспільних даних